# Dionizio Santos Dias
Dionizio Santos Dias, né le 1er novembre 1999 à Marseille, est un footballeur français international de beach soccer.
Santos Dias joue en football amateur dans plusieurs clubs du Sud de la France. En parallèle, il joue au futsal et au beach soccer au Marseille Beach Team. Vice-champion de plage en 2019, il dispute la Coupe d'Europe 2020 avec le MBT.
Observé en futsal, c'est en football de plage que Santos Dias devient international. D'abord au sein de l'équipe de France U21, il intègre la sélection A en 2019 avec qui il termine troisième des Jeux méditerranéens de plage puis quatrième du Championnat d'Europe 2020.

## Biographie
Dionizio Santos Dias est d'origine brésilienne et découvre le beach soccer avec ses parents l'été.

### En club
En avril 2017, alors que l'équipe réserve du Aubagne Football Club est relégable de DH Méditerranée, Santos Dias marque d'une panenka sur penalty et offre la victoire 1-0 contre l'AC Arles. En parallèle, il joue au futsal avec le Marseille Beach Team et se met au beach soccer. Il est retenu pour le premier rassemblement U19/U17 de la Ligue de la Méditerranée de football.
Il commence la saison 2017-2018 au Toulouse Rodéo FC en National 3. Mais dès le début d'année 2018, il est de retour à Aubagne où il dispute douze matchs de N3 jusqu'à la fin d'exercice 2018-2019.
Durant l'été 2019, il se hisse en finale du championnat de France de beach soccer avec Marseille Beach Team. Malgré son doublé qui redonne l'avantage aux siens, Santos Dias et son équipe s'inclinent contre Grande Motte Pyramide (8-3),.
Il dispute l'Euro Winners Cup 2020 avec MBT et ouvre le score dans le premier match contre ACD Sotao. Mais Marseille perd ses trois rencontres.

### En équipe nationale
En avril 2016, joueur du Burel FC, Dionizio Santos Dias fait partie de la sélection U18 futsal de la Ligue Méditerranée emmenée par Stéphane François, CTR de la Ligue et aussi sélectionneur de l'équipe de France de beach soccer. Le mois suivant, Santos Dias est retenu pour le stage de détection de l'équipe de France de futsal U21 au CNF de Clairefontaine.
En juin 2018, Dionizio Santos Dias fait partie de l'équipe de France U21 de beach soccer qui dispute le Talent Beach Soccer 2018 de Siofok, en Hongrie. Les Bleuets perdent leurs trois rencontres.
En avril 2019, l'attaquant de Marseille Beach Team est sélectionné pour la première fois par Stéphane François en Équipe de France de beach soccer pour les qualifications européennes aux World Beach Games. Les Bleus perdent leurs trois rencontres. Le mois suivant, il est convoqué en équipe de France U21 pour deux matches amicaux à Wronki, en Pologne. Capitaine de l'équipe, il inscrit un but contre la République tchèque (défaite 5-6) et un doublé décisif face à la Pologne (victoire 5-4).
Il fait son retour en A pour l'Euro Beach Soccer League 2019 à Catane mi-août avec le nouveau sélectionneur Gérard Sergent. Pour leur premier rendez-vous, les Tricolores s'inclinent face à la Biélorussie (4-1) et, dans le troisième tiers-temps, Santos Dias voit son penalty arrêté. Après un second revers contre l'Italie, les Bleus affrontent l'Allemagne. Le score est de 6-6 à la fin du temps réglementaire, Dionizio Santos Dias donne l'avantage à la France d'une volée du gauche mais les Allemands égalisent et l'emportent aux tirs au but, Santos Dias ratant le sien (7-7tab4-5). Malgré ce revers, les Bleus se maintiennent en Division A. La France et Santos jouent ensuite les Jeux méditerranéens de plage de 2019. Avec un doublé, il participe à la plus large victoire de l'histoire des Bleus (19-1) contre l'Albanie en ouverture. Défaits ensuite par l'Italie (3-6) puis vainqueur de la Libye (6-5), Santos marque contre le Maroc (5-1) dans le match remporté pour la médaille de bronze,.  
En août 2020, il est convoqué pour deux amicaux en Suisse. Après une première défaite (9-3), Dionizio permet aux Bleus de mener 2-0 lors du second match mais ne peut empêcher le revers (4-3). Le mois suivant, avec son coéquipier du MBT Franck Gnepo, Dionizio Santos Dias est appelé pour la Superfinale de l’Euro Beach Soccer League à Nazaré. Après deux revers contre le Portugal (7-0), et la Suisse (10-2), la France prend la mesure de l’Allemagne (5-4), Dionizio Santos Dias marquant le quatrième but bleu,. Après une nouvelle défaite contre l'Ukraine (7-2), la France finit quatrième, son meilleur résultat depuis 2007.

## Palmarès
- Jeux méditerranéens de plage
  -  3e : 2019 avec la France

- Championnat de France de beach soccer
  - Finaliste : 2019 avec Marseille BT